# Dekanat Großweikersdorf
Dekanat Großweikersdorf – jeden z 16 dekanatów rzymskokatolickiej wchodzących w skład wikariatu Unter dem Manhartsberg archidiecezji wiedeńskiej w Austrii. W jego skład wchodzi 18 parafii.

## Lista parafii
| Lp. | Miejscowość                                 | Parafia                                        | Kościół                                                                         | Grafika |
| --- | ------------------------------------------- | ---------------------------------------------- | ------------------------------------------------------------------------------- | ------- |
| 1   | Stetteldorf am Wagram-Absdorf               | Parafia św. Maurycego                          | Kościół św. Maurycego w Stetteldorf am Wagram-Absdorf                           |         |
| 2   | Stetteldorf am Wagram-Bierbaum am Kleebühel | Parafia św. Wawrzyńca                          | Kościół św. Wawrzyńca w Stetteldorf am Wagram-Bierbaum am Kleebühel             |         |
| 3   | Ziersdorf-Fahndorf                          | Parafia Ducha Świętego                         | Kościół Ducha Świętego w Ziersdorf-Fahndorf                                     |         |
| 4   | Gettsdorf                                   | Parafia św. Walentego                          | Kościół św. Walentego w Gettsdorf                                               |         |
| 5   | Ziersdorf-Glaubendorf                       | Parafia Świętych Apostołów Filipa i Jakuba     | Kościół Świętych Apostołów Filipa i Jakuba w Ziersdorf-Glaubendorf              |         |
| 6   | Gettsdorf-Großmeiseldorf                    | Parafia Trójcy Przenajświętszej                | Kościół Trójcy Przenajświętszej w Gettsdorf-Großmeiseldorf                      |         |
| 7   | Großweikersdorf                             | Parafia św. Jerzego                            | Kościół św. Jerzego w Großweikersdorf                                           |         |
| 8   | Großweikersdorf-Großwetzdorf                | Parafia św. Tomasza                            | Kościół św. Tomasza w Großweikersdorf-Großwetzdorf                              |         |
| 9   | Stetteldorf am Wagram-Königsbrunn am Wagram | Parafia św. Jana Chrzciciela                   | Kościół św. Jana Chrzciciela w Stetteldorf am Wagram-Königsbrunn am Wagram      |         |
| 10  | Stetteldorf am Wagram-Neuaigen              | Parafia Wniebowzięcia Najświętszej Maryi Panny | Kościół Wniebowzięcia Najświętszej Maryi Panny w Stetteldorf am Wagram-Neuaigen |         |
| 11  | Niederrußbach                               | Parafia św. Oswalda                            | Kościół św. Oswalda w Niederrußbach                                             |         |
| 12  | Großweikersdorf-Oberthern                   | Parafia św. Marcina                            | Kościół św. Marcina w Großweikersdorf-Oberthern                                 |         |
| 13  | Radlbrunn                                   | Parafia św. Jana Chrzciciela                   | Kościół św. Jana Chrzciciela w Radlbrunn                                        |         |
| 14  | Ziersdorf-Rohrbach                          | Parafia św. Idziego                            | Kościół św. Idziego w Ziersdorf-Rohrbach                                        |         |
| 15  | Großweikersdorf-Ruppersthal                 | Parafia św. Idziego                            | Kościół św. Idziego w Großweikersdorf-Ruppersthal                               |         |
| 16  | Stetteldorf am Wagram                       | Parafia św. Jana Chrzciciela                   | Kościół św. Jana Chrzciciela w Stetteldorf am Wagram                            |         |
| 17  | Niederrußbach-Stranzendorf                  | Parafia Świętych Apostołów Piotra i Pawła      | Kościół Świętych Apostołów Piotra i Pawła w Niederrußbach-Stranzendorf          |         |
| 18  | Ziersdorf                                   | Parafia św. Wolfganga i św. Katarzyny          | Kościół św. Wolfganga i św. Katarzyny w Ziersdorf                               |         |